# إديسون (فلم)
إديسون  (بالإنجليزية: Edison) هو فيلم جريمة تم إنتاجه في الولايات المتحدة وصدر في سنة 2005. من بطولة مورغان فريمان وال ال كول جي وجستين تيمبرلك وكيفين سبيسي.

## الميزانية والإيرادات
بلغت تكلفة إنتاج الفيلم حوالي 25 مليون دولار بينما حقق أرباحا تقدر بـ 4,143,414 دولار.

## وصلات خارجية
- مقالات تستعمل روابط فنية بلا صلة مع ويكي بيانات